# 7 janvier 1978
Le samedi 7 janvier 1978 est le 7e jour de l'année 1978.

## Naissances
- Anis Lounifi, judoka tunisien
- Bülent Ulusoy, boxeur turc
- Carlos Santa, athlète dominicain
- Daniel Bennett, joueur de football singapourien
- Denis Inkin, boxeur russe
- Diego Clemente Giménez, homme politique espagnole
- Emilio Palma, argentin né en Antarctique
- Janine Jansen, violoniste néerlandaise
- Jean Charles de Menezes (mort le 22 juillet 2005), électricien brésilien, victime de la police britannique en 2005
- Marko Barun, joueur de football slovène
- Nicolas Rouhier, biologiste français
- Oumar Tchomogo, joueur de football béninois
- Ryan Star, musicien américain
- Sami Darr, acteur danois
- Wu Yanyan, nageuse chinoise

## Décès
- George Burns (né le 31 janvier 1893), joueur américain de baseball
- Michael Josselson (né le 2 mars 1908), agent de la CIA

## Événements
- Après que le quotidien Ettela'at a publié un article notoirement diffamatoire envers la personne de l'ayatollah Khomeini (l'accusant d'avoir été un espion britannique, un débauché et un poète érotique soufi), article écrit sous pseudonyme par un agent du gouvernement d'Amouzegar, les bazaars et séminaires religieux de la ville sainte de Qom ferment pour demander des excuses. Par ailleurs, quatre mille étudiants en théologie, ainsi que des personnes favorables à leur cause, prennent d'assaut les rues de la ville aux cris de « Nous ne voulons pas du gouvernement de Yazid », « Nous voulons notre constitution » et « Nous exigeons le retour de l'ayatollah Khomeini ». S'ensuivent des affrontements avec la police qui font 2 morts selon les chiffres gouvernementaux ou 70 morts et plus de 500 blessés selon ceux de l'opposition[1].